# Forêt de Chabrières
Pour les articles homonymes, voir Chabrières.

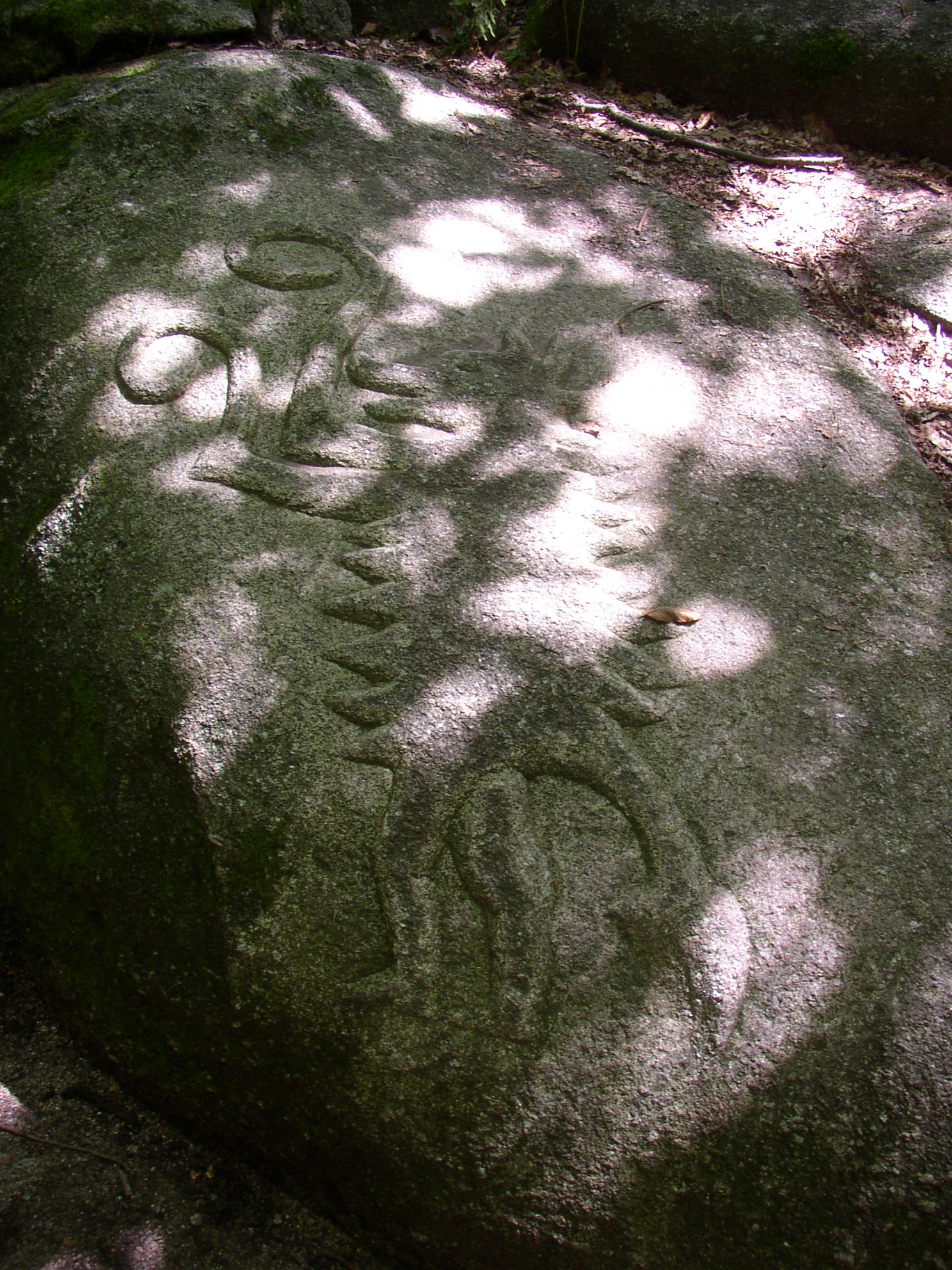
Monolithe gravé de la forêt de Chabrières.

La forêt de Chabrières est un massif forestier situé au sud de la ville de Guéret, chef-lieu du département de la Creuse dans la région Nouvelle-Aquitaine au cœur de la région touristique des Monts de Guéret.
Le massif forestier comprend dans sa partie méridionale une partie domaniale, principalement comprise sur le territoire communal de Guéret, mais aussi en partie ceux de La Chapelle-Taillefert, Saint-Christophe et Savennes. Sa partie nord est en grande partie comprise dans le périmètre de la forêt communale de Guéret.

## Description
Il s'agit d'une forêt de protection.
La forêt de Chabrières abrite :
- un parc animalier, Les loups de Chabrières, où l'on peut observer des loups en semi-liberté dans de grands enclos ; inauguré en 2001, c'est une référence dans le domaine de la protection de cette espèce ;
- un observatoire astronomique ;
- de gros monolithes naturels, très liés aux mythes et légendes locaux ;
- d'anciennes carrières de granit, exploitées principalement pour la taille des pavés parisiens ;
- de nombreux circuits pédestres, équestres et de VTT.